# Jan Graafland
Jan Graafland (né le 16 avril 1909 à Leeuwarden et mort à une date inconnue) était un footballeur international néerlandais.

## Biographie
On sait peu de choses sur sa carrière, sauf qu'il évoluait dans l'équipe du championnat néerlandais du HBS Craeyenhout lorsqu'il participa avec l'équipe des Pays-Bas de football à la coupe du monde 1934 en Italie.